# Sebastián Jurado
Sebastián Jurado, né le 28 septembre 1997 à Veracruz au Mexique, est un footballeur mexicain qui évolue au poste de gardien de but avec le club de Cruz Azul. Le joueur avant d'évoluer au Cruz Azul faisait partie d'un club local de sa ville natale